# Andreas Borcherding
Andreas Borcherding (Monaco di Baviera, 5 aprile 1957) è un attore e doppiatore tedesco.

## Biografia
Borcherding ha iniziato la sua carriera di attore sui palcoscenici teatrali di Monaco.
Negli anni '90, Borcherding è diventato ospite fisso del Volkstheater e di numerosi altri teatri di Monaco, come il Teamtheater e il Theater Rechts der Isar, oltre a esibirsi come ospite a Bochum e Stoccarda. 
Oltre ai suoi ruoli teatrali, è apparso in oltre 150 produzioni cinematografiche e televisive.

## Filmografia
- French for Beginners - Lezioni d'amore (Französisch für Anfänger)  - regia di Christian Ditter (2006)

### Televisione
- Der Komödienstadel - serie TV (4 episodi) (1987-2007)
- L'ispettore Derrick (Derrick) - serie TV (3 episodi) (1987-1989)
- Lindenstraße - serie TV (4 episodi) (1988-1992)
- Il commissario Köster (Der Alte) - serie TV (13 episodi) (1988-2011)
- Löwengrube - serie TV (1 episodio) (1989)
- La casa del guardaboschi (Forsthaus Falkenau) - serie TV (2 episodi) (1993)
- Auf Achse - serie TV (4 episodi) (1995)
- Dr. Stefan Frank - Der Arzt, dem die Frauen vertrauen - serie TV (2 episodi) (1996-2001)
- Tierarzt Dr. Engel - serie TV (2 episodi) (2000)
- Weißblaue Geschichten - serie TV (4 episodi) (2 episodi) (2001)
- Squadra Speciale Colonia (SOKO Köln) - serie TV (1 episodio) (2003)
- Die Rosenheim-Cops - serie TV (2005-2008)
- Siska - serie TV (3 episodi) (2005-2008)
- Unter Verdacht - serie TV (2 episodi) (2005-2016)
- SOKO - Misteri tra le montagne (SOKO Kitzbühel) - serie TV (2 episodi) (2005-2014)
- Die Familienanwältin - serie TV (1 episodio) (2006)
- Kommissarin Lucas - serie TV (3 episodi) (2006-2020)
- Alles außer Sex - serie TV (1 episodio) (2007)
- Tempesta d'amore (Sturm der Liebe) - serie TV (2010-2011)
- Hubert ohne Staller - serie TV (2 episodi) (2012-2016)
- In aller Freundschaft - serie TV (1 episodio) (2016)
- Der Bergdoktor - serie TV (1 episodio) (2018)
- Gli specialisti (Die Spezialisten - Im Namen der Opfer) - serie TV (1 episodio) (2018)
- Der Beischläfer - serie TV (2020)
- Faltenfrei - regia di Dirk Kummer - film TV (2021)
- Frühling - serie TV (2022)

## Doppiaggio
- Patton Oswalt in Calendar Girls
- Warwick Davis in Harry Potter e il prigioniero di Azkaban
- Kane Hodder in Frozen
- Peter Firth in Mondo senza fine
- William Kircher in Lo Hobbit
- Andrew Wilde e Brian Fortune in Il Trono di Spade
- Rory Acton-Burnell in One Piece
- John Raley in Hit Man - Killer per caso

### Animazione
- Professor Oak in Pokémon (episodi 560 e 573)
- Minchey, Nezumi, Stainless, X Drake e Shiryu in One Piece
- Pin Joker in One Piece - Avventura all'Isola Spirale
- Loz in Final Fantasy VII: Advent Children
- Sideswipe in Transformers: Armada

### Videogiochi
- Arcturus Mengsk in StarCraft, StarCraft II: Wings of Liberty
- Morgan Black in Age of Empires III: Age of Discovery
- Giuseppe Palminteri in Mafia II
- Jeremiah Fink in BioShock Infinite